# Automodel

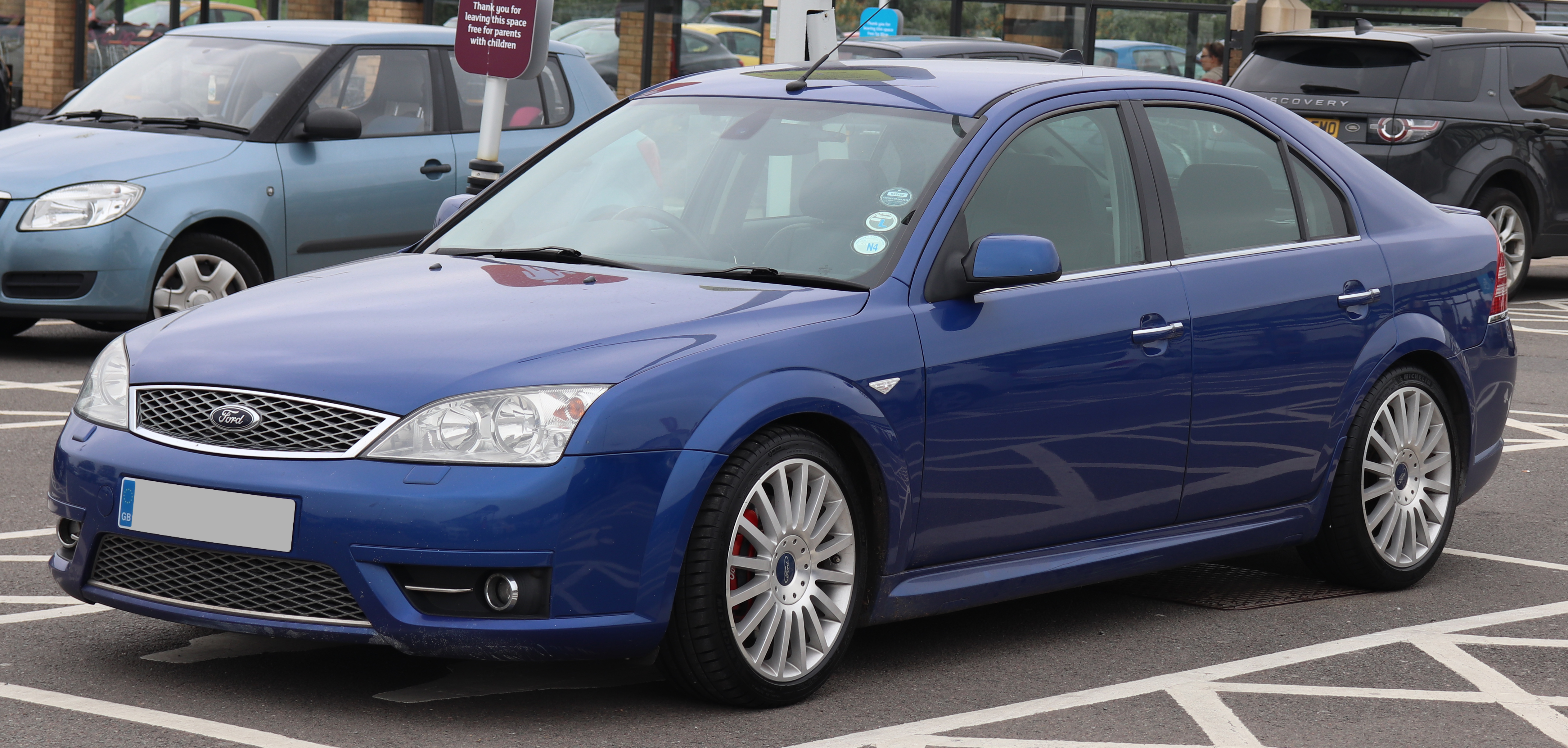
Ford Mondeo ST220 (Mk III)

Een automodel is een bepaalde auto gemaakt door een autofabrikant, niet te verwarren met het autotype of automerk. Bij bijvoorbeeld een Ford Mondeo is het automerk Ford, het model Mondeo en het type in dit geval een sedan.
Het eerste "echte" automodel werd gemaakt door Carl Benz. Het eerste massaproductie-model was de Ford Model T. 